# Victor Rainer-Harbach
Victor Rainer-Harbach, auch Viktor Ritter von Rainer zu Harbach (* 27. November 1829 in Klagenfurt; † 17. März 1903 ebenda) war Gutsbesitzer und Abgeordneter zum Österreichischen Abgeordnetenhaus.

## Leben
Victor Rainer-Harbach war Sohn des Fabriks-, Bergwerks- und Gutsbesitzers Johann Ritter von Rainer zu Harbach (* 6. Juli 1782; † 18. September 1859) und dessen Ehefrau Karoline geborene Pichler (* 10. November 1792; † 13. Oktober 1875). 
Er studierte von 1847 bis 1851 Rechtswissenschaften an der Universität Wien. Im Jahr 1854 promovierte er zum Dr. iur. Er war aber schon seit 1852 im Finanzdienst, zunächst als Konzeptspraktikant an der Finanzprokuratur in Wien und der Finanzprokuraturs-Abteilung in Klagenfurt. Ab 1860 war er Adjunkt an der Finanzprokuratur in Wien. Seit 1861 war er in der Geschäftsleitung des Familienunternehmens „J. Rainer“ in Klagenfurt, einem Bergwerks-, Industrie- und Gutsbesitz. Im Jahr 1893 wurde das gesamte Unternehmen an die Bleiberger Bergwerks-Union verkauft.
Victor Rainer-Harbach war auch Obmann des Klagenfurter Männergesangsvereins und des Kärntnerischen Musikvereins.
Er war römisch-katholisch und seit 1861 verheiratet mit Georgine von Gyra (* 4. Juni 1838; † 9. November 1924), mit der er drei Töchter und einen Sohn hatte.

## Politische Funktionen
Vom 18. Februar 1867 bis zum 24. Mai 1890 war er Abgeordneter im Kärntner Landtag. Im Landtag war er in der
- II. Wahlperiode von 1867 bis 1870 Mitglied des juridisch-politischen Ausschusses
- III. Wahlperiode von 1870 bis 1871 kein Ausschussmitglied
- IV. Wahlperiode von 1871 bis 1877 Mitglied des volkswirtschaftlichen, des jurisich-politischen und des Eisenbahnausschusses
- V. Wahlperiode von 1878 bis 1884 Mitglied des Landesausschusses; Mitglied des Finanz-, des juridisch-politischen, des Drauregulierungs- und des Glanregulierungsausschusses
- VI. Wahlperiode von 1884 bis 1890 Mitglied des Landesausschusses; Obmann des juridisch-politischen Ausschusses, und Mitglied des Finanzausschusses

Victor Rainer-Harbach war vom 9. April 1891 bis zu seinem Rücktritt am 19. August 1895 Abgeordneter des Abgeordnetenhauses im Reichsrat (VIII. Legislaturperiode), Kronland Kärnten, Kurie Städte 1, Region Klagenfurt. Er trat  nach einem Misstrauensvotum in einer Wählerversammlung wegen seiner Stimmenthaltung – statt der geforderten Ablehnung – in der Budgetabstimmung über die Kosten der slowenischen Parallelklassen im Gymnasium von Cilli (Celje) zurück.
Knapp zwei Monate später, vom 22. Oktober 1895 bis zum 22. Januar 1897 wurde er aufgrund einer Nachwahl nach dem Rücktritt von Armand Freiherr von Dumreicher wieder Abgeordneter des Abgeordnetenhauses im Reichsrat (VIII. Legislaturperiode), Kronland Kärnten, Kurie Handels- und Gewerbekammer Klagenfurt.

## Klubmitgliedschaften
Victor Rainer-Harbach gehörte dem Klub der Vereinigten Deutschen Linken an.